# ГИР
Марин Хучић (Загреб, 1987), познатији под уметничким именом Гералт из Ривије или акронимом ГИР, јесте загребачки репер.
Под именом Гералт из Ривије издао је два соло мини-албума: Загреб је Атланта (2015) и Равно из Ривије (2016); а под именом Гир је издао два студијска соло албума: ГОАТ (2020) и Тестамент (2023).

## Лични живот
Пре хипхоп каријере, Хучић је био златар.